# Brittanichthys
Genre
Brittanichthys est un genre de poissons téléostéens de la famille des Characidae et de l'ordre des Characiformes.

## Liste d'espèces
Selon FishBase (09 juin 2015):
- Brittanichthys axelrodi Géry, 1965
- Brittanichthys myersi Géry, 1965